# Roberto Glasser
Roberto Glasser (Canguçu, 12 de maio de 1878 - Curitiba, ? de 1958) foi um agropecuarista e político brasileiro.
Era filho de Abraão Glasser e de Ismênia Coutinho da Rocha Glasser. Fixou residência em Curitiba aos oito anos de idade, quando seus pais transferiram para o Paraná.
Entre fevereiro de 1893 e agosto de 1895 participou da Revolução Federalista, como consequência, passou um tempo naArgentina. Dirigiu a liga da Defesa Nacional do Paraná e foi oficial da Guarda Nacional, alcançando a patente de coronel.
Em 1930 foi eleito deputado estadual no Paraná. Com a redemocratização do país, elegeu-se senador pelo Paraná em dezembro de 1945.
Foi também presidente do Departamento Administrativo do Estado do Paraná, secretário geral da Associação Comercial do Paraná e fundador e presidente do Centro Cultural Interamericano de Curitiba.